# Hugo Montoya
Hugo Francisco Montoya Palencia (Ciudad de Guatemala; 7 de agosto de 1941) es un exfutbolista guatemalteco que jugó de defensa.

## Trayectoria
Toda su carrera la hizo en el Municipal de su ciudad natal, desde 1961 hasta 1973, logrando ganar varios títulos.

### Participaciones en Juegos Olímpicos
| Torneo                   | Sede   | Resultado        |
| ------------------------ | ------ | ---------------- |
| Juegos Olímpicos de 1968 | México | Cuartos de final |

## Palmarés

### Títulos nacionales
| Título                    | Equipo    | País      | Año     |
| ------------------------- | --------- | --------- | ------- |
| Liga Nacional             | Municipal | Guatemala | 1963-64 |
| Liga Nacional             | Municipal | Guatemala | 1965-66 |
| Copa Nacional             | Municipal | Guatemala | 1967    |
| Copa Campeón de Campeones | Municipal | Guatemala | 1967    |
| Copa Nacional             | Municipal | Guatemala | 1969    |
| Liga Nacional             | Municipal | Guatemala | 1969-70 |
| Liga Nacional             | Municipal | Guatemala | 1973    |